# دوريات المخلاب: الفلم
دوريات المخلاب: الفيلم (بالإنجليزية: PAW Patrol: The Movie)، هو فيلم أطفال متحرك حاسوبيا، تم إنتاجه عام 2021، كلفت ميزانية الفيلم 26 مليون دولار، وحقق إيرادات بمبلغ 144.3 مليون دولار أمريكي. الفيلم هو مقتبس عن مسلسل دوريات المخلاب.